# Java Web Start
Java Web Start (també anomenada JavaWS o javaws) és la implementació de referència de l'especificació JNLP (Java Networking Launching Protocol) i està desenvolupada per Sun Microsystems, i permet arrencar aplicacions Java que estan en un servidor web d'aplicacions comprovant prèviament si el client té la versió actualitzada d'aquesta aplicació. Si no és així, descarregarà l'última versió i s'executarà en local. L'arrencada d'aquestes aplicacions pot ser efectuat mitjançant enllaços en una pàgina web o bé a través d'enllaços a l'escriptori client. Mitjançant aquesta tecnologia assegura que una aplicació és distribuïda sempre en la seva última versió. Els fitxers que contenen la informació sobre on es troba l'aplicació, versió, etc. tenen l'extensió JNLP.
Un exemple d'aquesta tecnologia és la d'un servidor web on hi ha una pàgina web HTML amb enllaços a aplicacions Java. Cada un d'aquests enllaços apuntarà a fitxers. JNLP que indicaran la ruta de l'aplicació en aquest o un altre servidor. En aquest moment arrencarà Java Web Start i comprovarà la seguretat i si l'usuari té l'última versió instal·lada ja en el seu equip, si no és així, la descàrrega i l'executa.
Actualment Java Web Start ve inclòs en el JRE (Java Runtime Environment).